# Tadeusz Buk
Tadeusz Jan Buk (ur. 15 grudnia 1960 w Mójczy, zm. 10 kwietnia 2010 w Smoleńsku) – generał broni Wojska Polskiego, w latach 2009–2010 dowódca Wojsk Lądowych.

## Biogram
Był absolwentem VI Liceum Ogólnokształcącego im. Juliusza Słowackiego w Kielcach. W latach 1980–1984 był podchorążym Wyższej Szkoły Oficerskiej Wojsk Pancernych w Poznaniu.
- W 1984 roku rozpoczął służbę na stanowisku dowódcy plutonu czołgów w 29 Pułku Czołgów Średnich w Żaganiu. W jednostce służył do 1991 roku.
- W 1991 roku rozpoczął studia na Wydziale Wojsk Lądowych Akademii Obrony Narodowej w Rembertowie.
- W latach 1993–1995 służył m.in. w 18 Batalionie Desantowo-Szturmowym oraz 6 Brygadzie Desantowo-Szturmowej.
- W latach 1995–1998 pełnił obowiązki w 25 Brygadzie Kawalerii Powietrznej w Tomaszowie Mazowieckim.
- W 1999 roku, po ukończeniu rocznego podyplomowego studium dowódczo-sztabowego w USA, został mianowany zastępcą dowódcy jednostki.
- W latach 2002–2005 był dowódcą 34 Brygady Kawalerii Pancernej w Żaganiu.
- W latach 2004–2005 pełnił funkcję zastępcy dowódcy Wielonarodowej Dywizji Centrum-Południe w Iraku.
- W latach 2005–2006 był zastępcą dyrektora Centrum Szkolenia Sił Połączonych NATO w Bydgoszczy.
- W latach 2006–2007 był zastępcą dowódcy Połączonego Dowództwa ds. Budowania Afgańskiego Systemu Bezpieczeństwa – (Combined Security Transition Command – Afghanistan CSTC-A).
- 15 czerwca 2007 objął stanowisko dowódcy 1 Warszawskiej Dywizji Zmechanizowanej im. Tadeusza Kościuszki.
- 25 lipca 2007 przejął dowodzenie nad IX zmianą PKW i Wielonarodową Dywizją Centrum-Południe w Iraku
- 15 września 2009 został powołany przez prezydenta Lecha Kaczyńskiego na stanowisko dowódcy Wojsk Lądowych[2][3]

10 kwietnia 2010 roku zginął w katastrofie polskiego samolotu Tu-154M w Smoleńsku w drodze na obchody 70. rocznicy zbrodni katyńskiej. Został pochowany 17 kwietnia 2010 na cmentarzu komunalnym w Spale. Podczas ceremonii pogrzebowej odczytano postanowienie Marszałka Sejmu wykonującego obowiązki Prezydenta RP, Bronisława Komorowskiego dotyczące awansu na stopień generała broni.

## Życie prywatne
Żonaty, miał troje dzieci: Wandę Buk, Mariusza Buka i Elżbietę Buk. Do śmierci mieszkał w Spale pod Tomaszowem Mazowieckim.

## Awanse

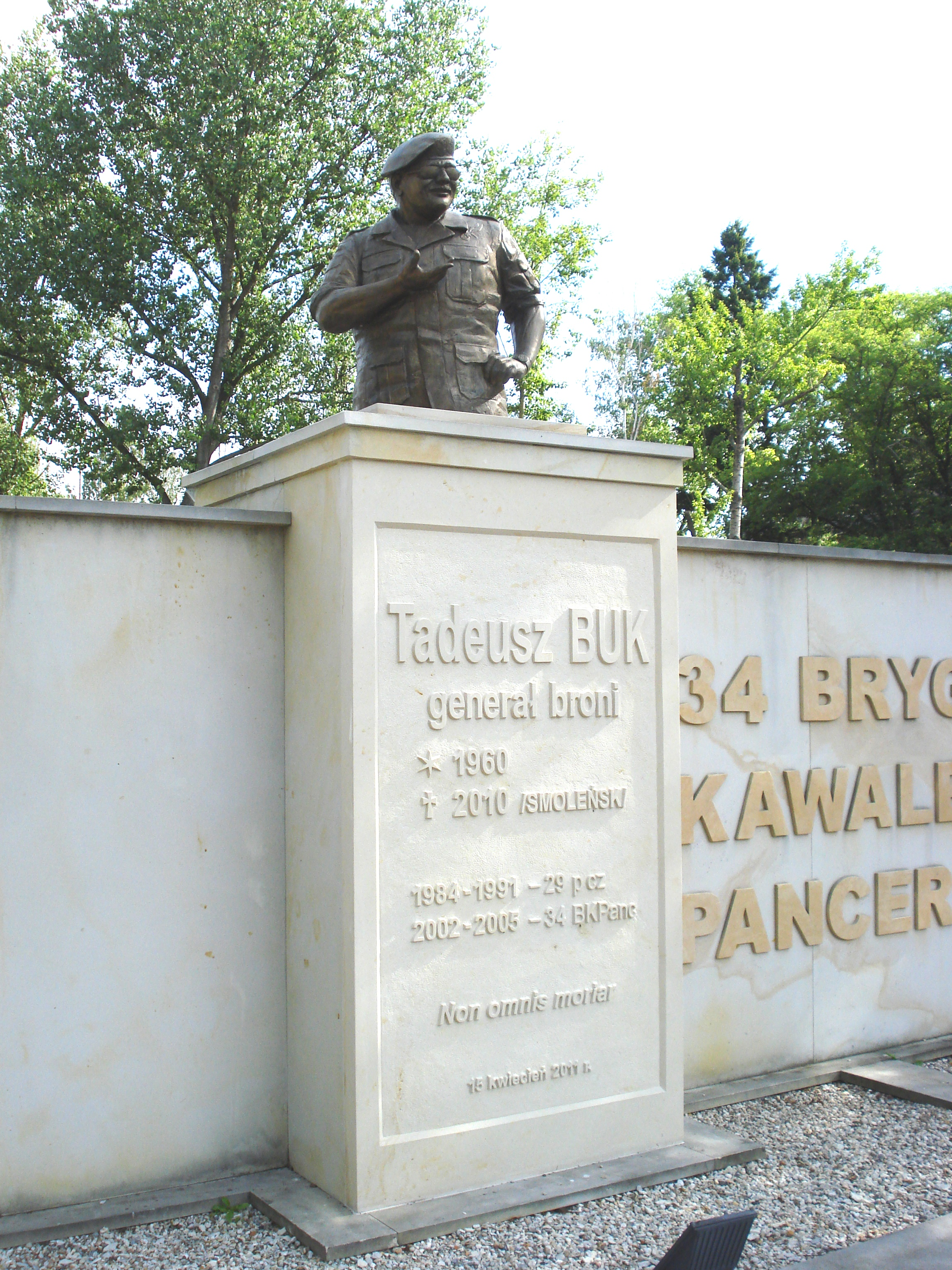
Pomnik generała w Żaganiu

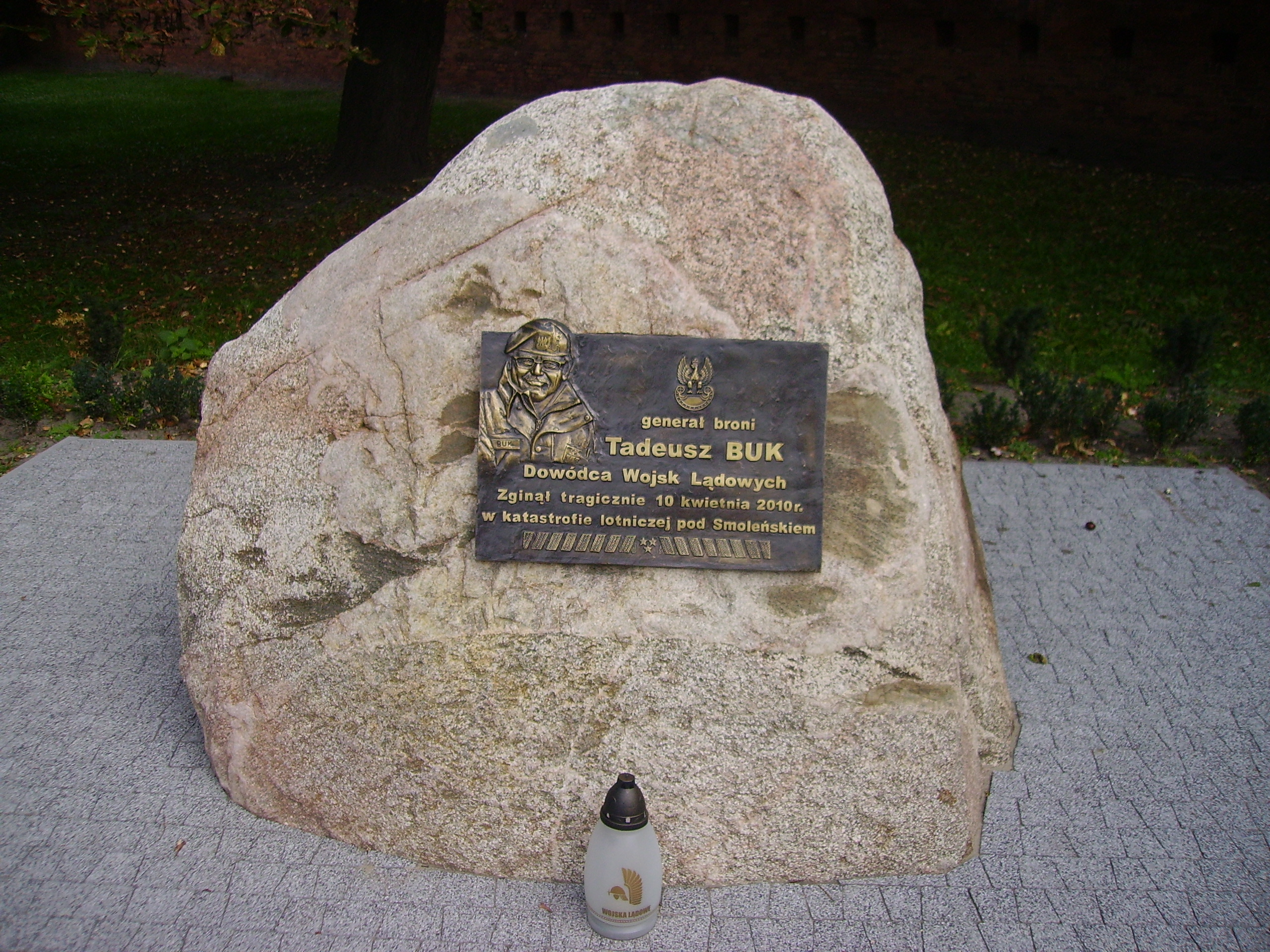
Głaz z tablicą poświęconą Tadeuszowi Bukowi w Warszawie

- Generał brygady – 15 sierpnia 2004[6]
- Generał dywizji – 5 lipca 2007[7]
- Generał broni – 16 kwietnia 2010 (pośmiertnie)[8]

## Ordery i odznaczenia
- Krzyż Komandorski Orderu Odrodzenia Polski (2010, pośmiertnie)[9]
- Krzyż Kawalerski Orderu Odrodzenia Polski (2005)[10]
- Krzyż Komandorski Orderu Krzyża Wojskowego (2008)[11]
- Srebrny Krzyż Zasługi (2001)[12]
- Brązowy Krzyż Zasługi (1997)[13]
- Srebrny Medal „Siły Zbrojne w Służbie Ojczyzny”[14]
- Srebrny Medal „Za zasługi dla obronności kraju”[14]
- Medal 100-lecia ustanowienia Sztabu Generalnego Wojska Polskiego (2018, pośmiertnie)[15]
- Odznaka „Za Zasługi dla Związku Kombatantów RP i Byłych Więźniów Politycznych” (2008)[16]
- Medal Międzynarodowej Komisja ds. Byłej Jugosławii
- Komandor Legii Zasługi (Stany Zjednoczone, 2008)[17]
- Medal Pamiątkowy Wielonarodowej Dywizji Centrum-Południe w Iraku[14]

## Upamiętnienie
- 15 sierpnia 2010 roku odsłonięto poświęconą mu tablicę pamiątkową w Dowództwie Misji Szkoleniowej NATO w Afganistanie[18].
- 10 listopada 2010 roku Szkole Podstawowej w Mójczy nadano imię gen. Tadeusza Buka[19].
- 8 kwietnia 2011 roku odsłonięto dwie tablice pamiątkowe poświęcone gen. Tadeuszowi Bukowi, znajdujące się w VI Liceum Ogólnokształcącym im. Juliusza Słowackiego w Kielcach[20] oraz na terenie Cytadeli Warszawskiej[21].
- 10 kwietnia 2011 roku imieniem gen. Tadeusza Buka nazwano most na Pilicy w Spale, przy którym odsłonięto tablicę pamiątkową[22].
- 15 kwietnia 2011 roku odsłonięto pomnik Generała w Koszarach gen. broni Zygmunta Sadowskiego w Żaganiu, przed siedzibą 34 Brygady Kawalerii Pancernej[23].
- 10 kwietnia 2019 roku nowo formowanej 18 Dywizji Zmechanizowanej nadano imię gen. broni. Tadeusza Buka[24]. 7 września tego samego roku dywizja otrzymała sztandar, którego matką chrzestną była córka generała – Elżbieta Buk[25]